# 2003年度電視節目欣賞指數調查
2003年度電視節目欣賞指數調查，頒獎禮於2004年3月19日頒發。

## 結果

### 最高欣賞指數電視節目
- 第一位：傑出華人系列（香港電台）
- 第二位：星期一檔案／星期六檔案（無綫電視）
- 第三位：戇夫成龍（無綫電視）
- 第四位：新聞透視（無綫電視）
- 第五位：衝上雲霄（無綫電視）
- 第六位：鏗鏘集（香港電台）
- 第七位：2003年大事回顧系列（無綫電視）
- 第八位：有線新聞（有線電視）
- 第九位：醫生與你（香港電台）
- 第十位：毒海浮生（香港電台）
- 第十一位：賭海迷途（香港電台）
- 第十二位：警訊（香港電台）
- 第十三位：非典型肺災特輯（有線電視）
- 第十四位：香港人在故鄉II（亞洲電視）
- 第十五位：回首2003（亞洲電視）
- 第十六位：執法群英II（香港電台）
- 第十七位：新聞／財經／天氣報告（無綫電視）
- 第十八位：集體回憶 - 文化經典（香港電台）
- 第十九位：精彩活一生（亞洲電視）
- 第二十位：無煙國度（香港電台）

### 評審團大獎
- 得獎節目：傑出華人系列 - 饒宗頤（香港電台）
- 優異獎：星期六檔案 - 生死戰場（無綫電視}
- 優異獎：淮河洪災專輯（有線電視）
- 優異獎：萬家燈火 - 第一集（亞洲電視）

## 外部連結
- 2003年度電視欣賞指數調查調查結果（页面存档备份，存于）